# Frontier Marshal (1939)
Frontier Marshal is een Amerikaanse western uit 1939 onder regie van Allan Dwan. In Nederland werd de film destijds uitgebracht onder de titel De stad der wetteloosheid. De film is gebaseerd op het boek Wyatt Earp: Frontier Marshal van Stuart N. Lake. Het is een remake van de gelijknamige film uit 1934 gebaseerd op het boek. In 1946 werd het boek nog eens verfilmd onder de titel My Darling Clementine en in 1957 kwam er een televisieserie genaamd The Life and Legend of Wyatt Earp uit dat ook gebaseerd is op het boek.

## Verhaal
Wyatt Earp handhaaft de wet in Tombstone in Arizona. Hij en de ex-boef Doc Holliday zijn goede vrienden. Wanneer de bandiet Curley Bill aankomt in de stad, vermoordt hij Doc Holliday. Dan wil Wyatt Earp wraak nemen. Een vuurgevecht bij de O.K. Corral lijkt onvermijdelijk.

## Rolverdeling
| Acteur           | Personage              |
| ---------------- | ---------------------- |
| Randolph Scott   | Wyatt Earp             |
| Nancy Kelly      | Sarah Allen            |
| Cesar Romero     | Doc Holliday           |
| Binnie Barnes    | Jerry                  |
| John Carradine   | Ben Carter             |
| Edward Norris    | Dan Blackmore          |
| Eddie Foy jr.    | Eddie Foy              |
| Ward Bond        | Sheriff                |
| Lon Chaney jr.   | Pringle                |
| Chris-Pin Martin | Pete                   |
| Joe Sawyer       | Curley Bill            |
| Dell Henderson   | Dave Hall              |
| Harry Hayden     | Burgemeester Henderson |
| Ventura Ybarra   | Pablo                  |
| Charles Stevens  | Charlie                |